# Smålands runinskrifter 169
Smålands runinskrifter 169 är en vikingatida runsten av granit i Ljungby kyrka, Ljungby socken och Kalmar kommun. Stenen sitter inmurad i kyrktornets västra vägg en dryg meter ovanför marknivån. Den synliga delen av runstenen mäter 1,45 gånger 1 meter. Stenen är emellertid troligen något större än så, då kanterna är dolda av puts. Runhöjden är 8-10 centimeter.

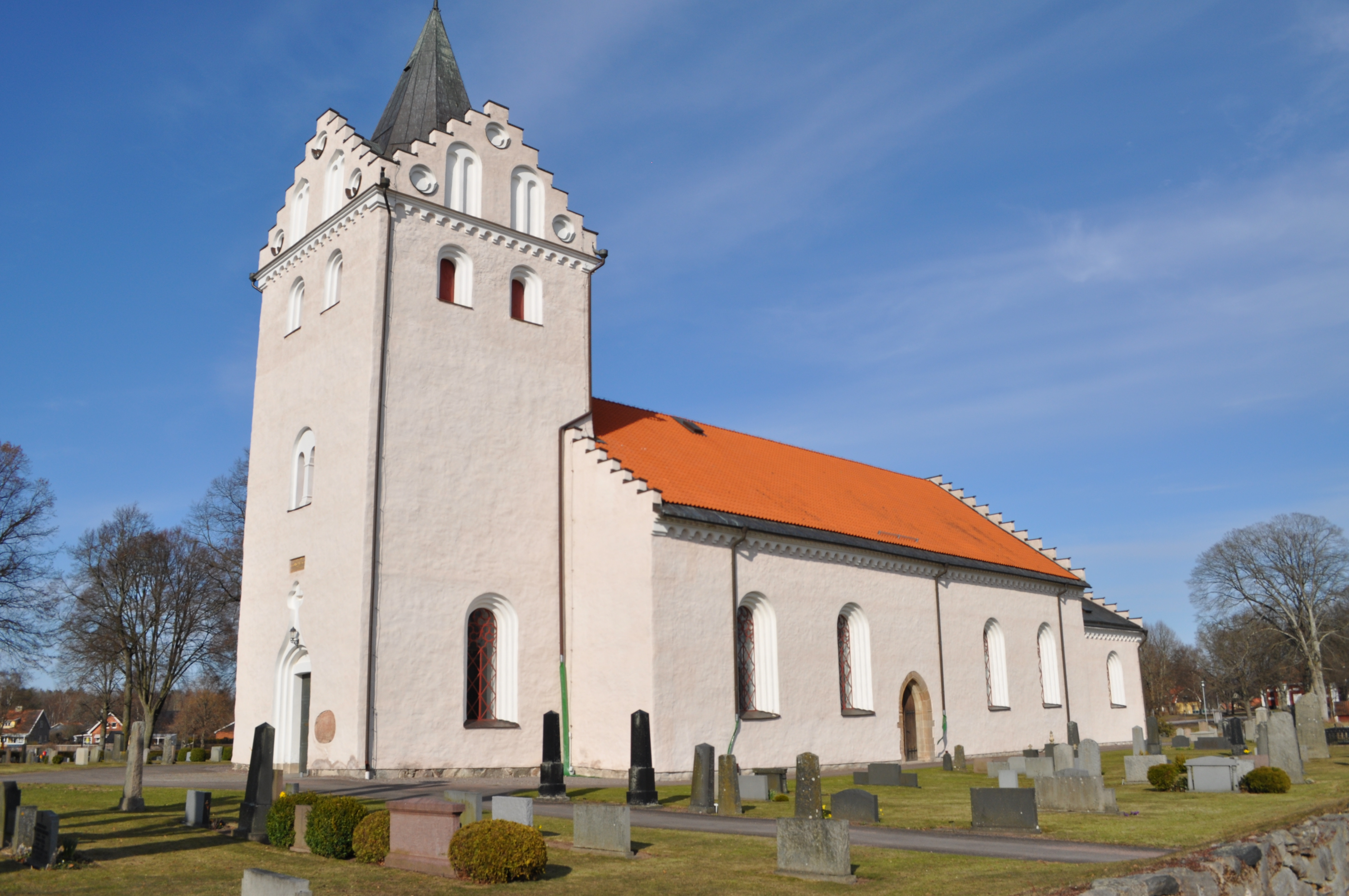
Ljungby kyrka där runstenen Sm 169 syns till höger om ingången.

## Inskriften
Translitterering av runraden:
(f)iatr · ouk · rakn · þu · letu · risþa · stina · iutiʀ · uitlþa
Normalisering till runsvenska:
Fæitr(?)/Fiatr(?) ok ʀagna(?) þau letu rista stæina æftiʀ Vintrliða(?).
Översättning till nusvenska:
Fet/Fjät och Ragna(?) lät rista(?) stenarna efter Vinterlide(?).